# Niemieckie plakaty antyszpiegowskie w czasie II wojny światowej

Plakat antyszpiegowski z człowiekiem-cieniem autorstwa Ericha Ludwiga Stahla (1944)

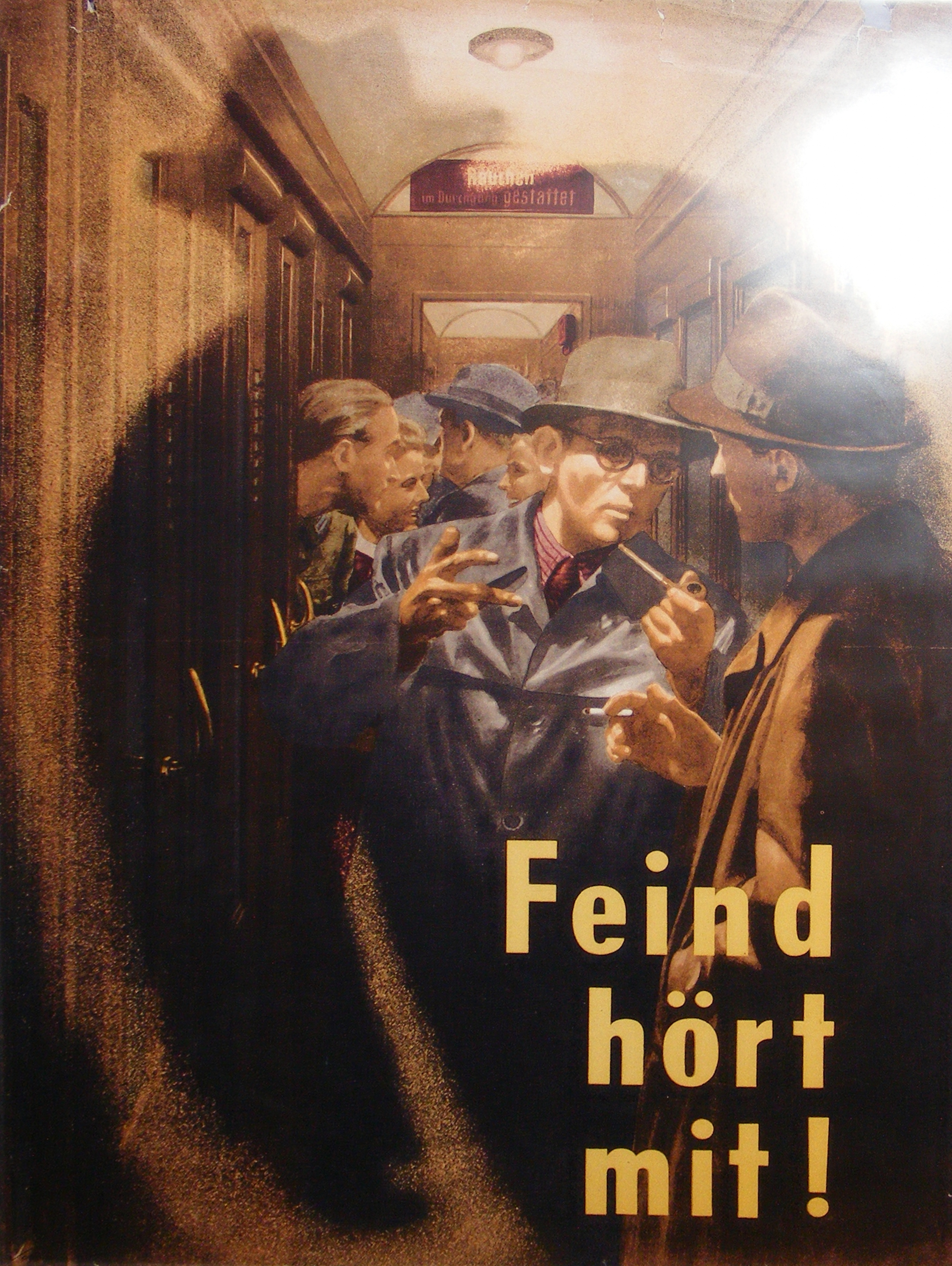
Plakat antyszpiegowski z człowiekiem-cieniem nieznanego autora (1943)

Niemieckie plakaty antyszpiegowskie w czasie II wojny światowej – plakaty tworzone przez władze nazistowskich Niemiec podczas II wojny światowej (1939–1945). 

## Geneza
Z początkiem II wojny światowej 1 września 1939 roku propagandowe kierownictwo NSDAP i organizacje afiliowane przy Ministerstwie Propagandy i Oświecenia Publicznego z Josephem Goebbelsem na czele, opublikowały plakaty ostrzegające ludność przed szpiegostwem, zdradą stanu, rozkładem moralnym i sabotażem. Działania przygotowujące do wojny, a także aparat propagandowy do psychologicznego oddziaływania na ludność, rozpoczęły się wcześniej. W 1934 roku do „ducha nowego państwa” dostosowano i zaostrzono dotychczasowe przepisy o zdradzie państwa, które naziści uznali za zbyt pobłażliwe.
Zgodnie z rozumieniem przez reżim nazistowski teraźniejszości jako „wieku wojny totalnej”, przygotowania do wojny nie ograniczały się do sił zbrojnych, ale obejmowały także sferę cywilną. Rozszerzono zakres strzeżonych tajemnic, a karę za zdradę zwiększono, aby odstraszyć potencjalnych szpiegów. Wehrmacht z wojskami lądowymi, marynarką wojenną, lotnictwem i ich organizacją, regulaminami wewnętrznymi, szkoleniem oraz stanem oddziałów i uzbrojenia nie był już jedynym środkiem obrony. Obiekty cywilne, firmy, budynki, środki transportu i organizacje potrzebne do zaopatrzenia służyły teraz także obronie narodowej, w wyniku czego każdy Niemiec mógł być nosicielem tajemnic. Zdradę stanu w narodowosocjalistycznych Niemczech uznawano za zbrodnię i zdradę wspólnoty narodowej oraz towarzyszy narodowych, za co groziła kara śmierci. Odpowiedzialni za propagandę gadatliwość i frywolność uznawali za „niemieckie błędy narodowe”, które mogą prowadzić do „niedbałości w słowach i czynach”. Podobnie zaufanie do obcych i wszystkowiedzących, skłonność do przechwałek i potrzeba uznania były jednymi z podstawowych cech „złych Niemców”. W rezultacie ludność niemiecka musiała być ostrzegana nie tylko przed szpiegami i agentami, ale przede wszystkim przed samym sobą. Po wstąpieniu do Wehrmachtu żołnierze byli ostrzegani przed zdradą i sabotażem w broszurach edukacyjnych oraz zapoznawani z przepisami dotyczącymi tajemnicy wojskowej. Jednak dla skutecznej obrony przed szpiegostwem ludność cywilna musiała być wykształcona, aby myśleć i działać w sposób defensywny. 

## Forma plakatów
Zamieszczane publicznie ulotki opisywały taktykę stosowaną przez szpiegów, przedstawiały zasady postępowania w walce ze szpiegostwem i sabotażem oraz jednoznacznie informowały adresatów o karach za zdradę stanu. Plakaty z hasłami takimi jak „Uwaga w rozmowach”, „Wróg słucha – cisza jest obowiązkowa” i „Pst – wróg słucha” skonfrontowały ludzi w czasie wojny z rzekomo czającym się wszędzie niebezpieczeństwem szpiegostwa. W pierwszych latach wojennych szpiega identyfikowano jako outsidera we wspólnocie narodowej poprzez sztampowy wygląd, fizjonomię, spojrzenie i pozycję w kompozycji plakatu. Wraz ze wzrostem strat militarnych i ekonomicznych, kiedy stało się jasne, że wojna jest już nie do wygrania, zmieniła się taktyka propagandy antyszpiegowskiej, przedstawiająca teraz towarzysza narodowego jako potencjalnego zdrajcę i szpiega. 

### Człowiek-cień
W styczniu 1944 roku Deutsche Propaganda-Atelier (DPA) rozpoczęła kampanię „Schattenmann”. Anonimowy męski cień w kapeluszu towarzyszył ludności podczas codziennego życia. W jego anonimowości tkwiła jego oryginalność, bowiem czy to w transporcie publicznym, fabryce, sklepie, na przystanku czy w restauracji – szpieg czaił się wszędzie i każdy bezwiednie mógł zostać zdrajcą. Człowiek-cień stał się symbolem szpiegostwa, sugerując wszechobecne zagrożenie ze strony agentów i szpiegów.

## Efekty
Niemieckie plakaty antyszpiegowskie były częścią rządowej propagandy wytrwałości, wykorzystywanej do wciągania cywilów w wojnę, a także środkiem wojny psychologicznej, aby trzymać ludzi w ryzach poprzez odstraszanie, nieufność i strach przed donosem oraz przed niepowodzeniami politycznymi. Nazistom zależało również na przeniesieniu swojej odpowiedzialności za niepowodzenia w toczącej się wojnie na front wewnętrzny. Wyrazy wątpliwości co do niemieckiego „ostatecznego zwycięstwa” były również surowo karane jako defetyzm. Milczenie stało się obowiązkiem, gdyż wątpliwości wyrażane co do ostatecznego zwycięstwa Niemców groziły zachwianiem zaufania ludności do nieomylności przywódców politycznych i wojskowych oraz ich lojalności wobec reżimu. Milczenie stało się również niezbędne dla przetrwania, gdyż między plakatami ostrzegającymi przed szpiegostwem umieszczano zawiadomienia o wykonaniu wyroków śmierci za zdradę stanu.